# Farmington (Utah)
Farmington er en amerikansk by og administrativt centrum for det amerikanske county Davis County i staten Utah. I 2004 havde byen et indbyggertal på 13.882.

## Ekstern henvisning
- Farmingtons hjemmeside (engelsk) Arkiveret 24. juli 2016 hos  Wayback Machine

- Wikimedia Commons har flere filer relateret til Farmington (Utah)

40°59′12″N 111°53′57″V / 40.9867°N 111.8992°V